# Onthophagus hikidai
Onthophagus hikidai är en skalbaggsart som beskrevs av Teruo Ochi och Masahiro Kon 2006. Onthophagus hikidai ingår i släktet Onthophagus och familjen bladhorningar. Inga underarter finns listade i Catalogue of Life.